# Walter Pincus
Pour les articles homonymes, voir Pincus.
Walter Haskell Pincus (né le 24 décembre 1932 à New York) est un journaliste américain du Washington Post spécialisé dans les questions de sécurité nationale.

## Biographie
Pincus est né à Brooklyn (New York). Son père Jonas Pincus et sa mère Clare Glassman sont juifs. Il sort diplômé de Yale en 1954.
Il écrit dans le Washington Post jusqu'à fin 2015. Il a remporté plusieurs prix, incluant le Prix Pulitzer en 2002.
Il a enseigné à la Standford University à partir de 2003.